# Juan Barbuzano Martín
Juan Barbuzano Martín (Isora, El Hierro, 16 de mayo de 1945-31 de marzo de 2023), fue un deportista español que destacó en distintos tipos de luchas deportivas, especialmente en la lucha canaria, deporte oriundo de las islas canarias, en la que fue campeón durante las décadas de los sesenta y los setenta.

## Biografía

### Su carrera en la lucha canaria
Nació en Isora, un caserío del término municipal de Valverde, capital de la isla de El Hierro. Hijo de Don Toribio Barbuzano y Doña Carmen Martín, cursó estudios en la escuela pública de Isora y en la Academia de Valverde.
Con 15 años comenzó a luchar en el Club de Luchas Ferinto, entrenado por Marcelino Padrón. Un año más tarde realizó su primera actuación destacada al tumbar tres veces seguidas a Miguel Armas, luchador consagrado en El Hierro. A partir de ese momento, entró a formar parte de la selección de Lucha Canaria de la isla de El Hierro. Se le conocía como el Pollo de Isora. Pronto se convirtió en el referente de la lucha canaria. Ese mismo año realizó luchadas en Gran Canaria y Tenerife, no pudiendo ser derribado por luchadores experimentados.
En 1962 ficha por el C.L. Benahoare, de la isla de La Palma, que contaba con la liga más fuerte de Canarias. Por aquel entonces Barbuzano medía 1.80 m. y pesaba 108 kg. Se convirtió en el Pollo de El Hierro. Su equipo ganó la Liga Insular. Uno de sus actuaciones más destacadas fue las cuatro luchadas celebradas en la isla del meridiano (El Hierro) los primeros días de diciembre, entre una selección local, con Juan Barbuzano a la cabeza, y el potente equipo Krüger, de la isla de Gran Canaria. Fue el luchador más destacado de aquellos encuentros. El año 1965 el Benahoare, con Barbuzano a la cabeza alcanzó el subcampeonato de la Liga Nacional por primera vez en su historia. Su clasificación como Puntal B, con tan solo 20 años, provocó su fichaje por el C.L.Victoria, de Tenerife.
En su primera luchada con su nuevo club, Barbuzano tumbó a siete rivales del Santa Cruz C.L. (los equipos de lucha canaria se componen de doce luchadores). En otra de sus actuaciones, Barbuzano se quedó solo frente a once rivales del C.L. Hespérides en las fiestas de San Pedro de Güímar, en 1966. Los tumbó a todos, dando la victoria a su equipo.
El 26 de febrero de 1967, los aficionados de Gran Canaria asistieron al duelo que lo enfrentó al Adargoma, equipo de la capital de la isla, con Santiago Ojeda a la cabeza, y al C.L.Victoria, con Juan Barbuzano como puntal. Ambos puntales se agarraron para decidir el punto definitivo, que cayó del lado de Barbuzano en el minuto de prórroga. 
En julio de 1968 Barbuzano se proclamó campeón provincial de Santa Cruz de Tenerife y se enfrentó al campeón provincial de Las Palmas de Gran Canaria, Santiago Ojeda, y de El Aiún por el campeonato nacional. Barbuzano ganó el campeonato a la edad de 23 años. Siguió Barbuzano luchando en el Victoria al que, en 1970, hizo campeón ante el eterno rival, el Santa Cruz C.L. Repitió título en las dos siguientes temporadas.

### Su incursión en otros deportes
En 1973, Barbuzano ficha por el Puerto Cruz, con el que quedó subcampeón, comenzando su periplo en otros deportes. Ese mismo año se proclamó en Teherán subcampeón del mundo de Lucha Sambo. También obtuvo los títulos en campeonatos en España de Lucha Grecorromana y de Lucha Libre Olímpica. En estas dos últimas disciplinas, repitió título un año más tarde. En 1974 es nombrado Hijo Predilecto de El Hierro y Barbuzano gana el Campeonato del Mundo de Luchas Folklóricas, celebrado en Santa Cruz de Tenerife. También obtuvo el título de Campeón de Europa de Lucha Sambo en la categoría de más de 100 kilos. Le fue concedida la Medalla Nacional de Plata al Mérito Deportivo.
Entre 1975 y 1978, Barbuzano luchó en las filas de un combinado herreño denominado Selección Herreña. En su primera campaña, quedaron campeones invictos. Los años siguientes le consolidaron en la élite de la lucha. Además, recorrió el mundo en diversas modalidades de lucha como sambo, grecorromana y olímpica.
Las lesiones castigaron a Barbuzano en su última etapa. Entre los años 1978 y 1980 su actividad bajó drásticamente. Quizás, uno de sus últimos grandes momentos como luchador tuvo lugar en diciembre de 1979 cuando, en las filas del C.L.Tegueste, se enfrentó en una luchada amistosa al C.L. Unión Sardina, de Gran Canaria, con Santiago Ojeda de nuevo como puntal contrario. En la agarrada de desempate, Barbuzano tumbó a la figura grancanaria, otorgando la victoria a su equipo.
El 18 de mayo de 1980, a la edad de 35 años, Barbuzano abandona su actividad como luchador en un homenaje que tuvo lugar en la Plaza de Toros de Santa Cruz de Tenerife. El Diario De Avisos tituló aquel acto de la siguiente manera "Juan Barbuzano, el Aquiles de la Lucha Canaria"

### Su nueva etapa como mandador y docente
En 1985 ficha por el Santa Cruz como mandador (nombre que se otorga en la lucha al responsable técnico de un equipo). Esta primera etapa concluyó en 1990. Posteriormente, en 1993 y 1994, repitió puesto y club. Lo ganó todo. A sus órdenes bregaron puntales como Melquiades Rodríguez o Ismael Pérez. Obtuvo además, el título de instructor de judo. Desde 1981 compaginó sus diversas obligaciones profesionales con la labor docente.
A lo largo de estos últimos años, ha recibido algunos de los principales reconocimientos populares e institucionales otorgados a un deportista nacional de las Islas Canarias. 
Juan Barbuzano Martín residía junto a su familia en Tenerife, apartado de toda actividad pública.
Debido a la gran fama local que obtuvo en el deporte de la lucha canaria, el grupo de folclore canario Los Sabandeños le menciona en la canción Himno a la lucha canaria.

## Libros biográficos
- Ay Barbuzano, nunca te gano, escrito por Andrés Mateos
- Mora Morales, Manuel: El Libro de Barbuzano (El Hierro, 1998)